# Aubigny-lès-Sombernon
Aubigny-lès-Sombernon település Franciaországban, Côte-d’Or megyében. Lakosainak száma 170 fő (2022. január 1.). Aubigny-lès-Sombernon Vieilmoulin, Semarey, Montoillot, Saint-Anthot, Civry-en-Montagne, Échannay és Grosbois-en-Montagne községekkel határos.

## Népesség
A település népességének változása:
| Lakosok száma | 98   | 129  | 120  | 121  | 150  | 147  | 150  | 151  | 157  | 170  |
|               | 1968 | 1982 | 1999 | 2006 | 2012 | 2015 | 2017 | 2018 | 2020 | 2022 |